# Idaea craspedota
Idaea craspedota är en fjärilsart som beskrevs av Louis Beethoven Prout 1934. Idaea craspedota ingår i släktet Idaea och familjen mätare. Inga underarter finns listade i Catalogue of Life.